# Баринов, Василий Иосифович
Васи́лий Ио́сифович Ба́ринов (1899—1976) — советский военный инженер-артиллерист, генерал-майор, профессор.
Выпускник Артиллерийской академии РККА.
В качестве директора завода № 172 Наркомата вооружения СССР в Перми
«за выдающиеся успехи в деле освоения производства новых образцов вооружения и укрепления боевой мощи Красной Армии» в 1939 году награждён орденом Ленина.
В 1939—1941 годах — директор завода № 352 Наркомата вооружения СССР в Новочеркасске.
Организовал и до эвакуации завода в октябре 1941 года руководил производством артиллерийских орудий — 122-мм корпусных пушек А-19 и 107-мм дивизионных пушек М-60.
Генерал-майор инженерно-артиллерийской службы (с 07.06.1943, после 1950 года — генерал-майор инженерно-технической службы, после 1971 года — генерал-майор).
После Великой Отечественной войны — профессор Академии промышленности вооружения Министерства вооружения СССР.
Умер в феврале 1976 года. Похоронен в Москве, в колумбарии Новодевичьего кладбища (секция 131, место № 2-1).

### Семья
Жена — Татьяна Фёдоровна Баринова.